# Carrera Panamericana

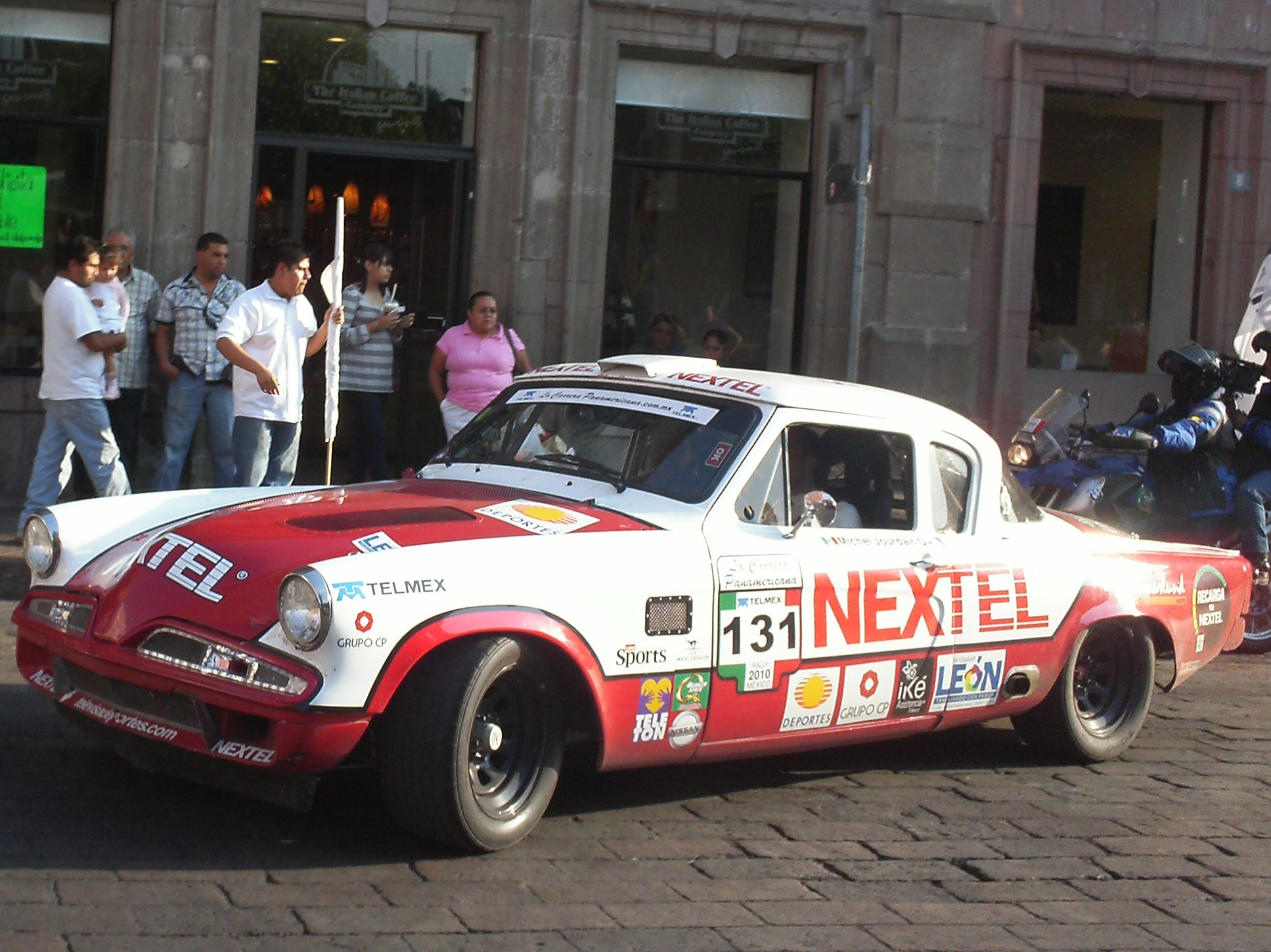
El Studebaker de Michel Jourdain y Miguel Ángel Diez, segundos absolutos en la Carrera Panamericana de 2010.

La Carrera Panamericana, también llamada la Carrera (the Carrera, en inglés), la Panamericana o solamente la Pana, es un evento deportivo de automovilismo tipo rally organizado anualmente a través de la República Mexicana. Su historia se divide en dos etapas, la antigua u original, que se efectuó de 1950 a 1954, y la moderna, que se organiza desde 1988 hasta esta fecha. En la etapa actual la participación de modelos de automóviles se divide en 4 grupos y 9 categorías.
El director de la división deportiva de Mercedes Benz en los años 50, el alemán Alfred Neubauer llegó a considerar la Carrera como una mezcla de las 24 Horas de Le Mans, la Mille Miglia, el Gran Premio de Trípoli y el autódromo Nürburgring. La prueba atrajo la participación de las principales marcas de autos deportivos europeos como Ferrari, Porsche, Lancia, Talbot, Mercedes-Benz, Pegaso y Alfa Romeo.[cita requerida]

## Historia

### Etapa antigua
La carrera inició su historia en el año de 1950, ideada por el Gobierno Federal de esos tiempos, como un medio de atracción hacia los turistas e inversionistas y se utilizó como ruta de la misma la recientemente creada carretera panamericana.
La carrera que en ese año de 1950, solo registró la inscripción de automóviles fabricados por alguna de las grandes marcas estadounidenses, en los años subsecuentes despertó el interés de las marcas europeas que fabricaban automóviles deportivos y de gran turismo, convirtiendo pronto la carrera en un escaparate en el que las marcas como Ferrari, Porsche, Mercedes Benz y Lancia con sus pilotos de nivel mundial, se disputaron la gloria de ganar cada una de las cinco carreras celebradas hasta 1954, año en que fue celebrada la V carrera, ya que al año siguiente fue suspendida por los accidentes mortales en ellas ocurridos y por el trágico accidente ocurrido en las 24 Horas de Le Mans de 1955.

### Etapa moderna
Fue hasta el año de 1988, cuando un grupo de promotores entre los que destacan Pedro Dávila y Eduardo de León con el interés de revivir la celebración de la Carrera Panamericana, convocó e invitó a las diferentes agrupaciones automovilísticas del mundo para su celebración.
Reservando la competencia para automóviles fabricados entre los años de 1940 y 1965, dependiendo de la categoría, pero permitiendo la modernización de las unidades en los aspectos de suspensiones y seguridad.
En los primeros años de la prueba, el inicio fue en la ciudad de Tuxtla Gutiérrez, en el estado de Chiapas. Sin embargo, en 2009 cambió por primera ocasión y arrancó desde Huatulco, en el estado de Oaxaca. En 2010 inició nuevamente en Tuxtla Gutiérrez y en 2011 volvió a arrancar en Huatulco. En la edición 2012 de la prueba el inicio fue en la ciudad de Veracruz, desde donde también iniciará la edición de 2013. La meta ha sido cambiada alternadamente y el final de la prueba ha tenido lugar tanto en la ciudad de Nuevo Laredo, en el estado norteño de Tamaulipas, como en la ciudad de Zacatecas, en el estado del mismo nombre.
Desde sus inicios, la prueba ha transcurrido sobre carreteras federales, estatales y secundarias de asfalto a lo largo de siete días, con un recorrido total aproximado de 3,000 kilómetros, el cual varía dependiendo de la ruta anual.
De igual forma cerca de 2012 Mini(BMW) vio una oportunidad y potencial de crear una travesía deportiva similar en vehículos de hoy en día, razón por la cual, la marca crea una categoría paralela denominada Mini PANAM Challenge, misma que cuenta con su Mini Cooper S JCW como protagonista para todos los competidores que quieran correr en esta alternativa, que si bien es monomarca, tiene el mismo propósito que la carrera panamericana normal, celebrándose esta competencia a la par también ya que Mini es patrocinador de la Carrera panamericana.
En la etapa moderna, los modelos de automóviles permitidos se dividen en cuatro grupos y nueve categorías:
- Grupo A, de automóviles panamericanos, con las categorías Turismo de producción, Turismo mayor, Sport menor y Sport mayor;
- Grupo B, de automóviles históricos, con las categorías Histórica A, A Plus, B y C;
- Grupo C, de automóviles panamericanos originales, y
- Grupo D, de automóviles de exhibición. En este grupo entran todos los vehículos que no puedan ser agrupados en los anteriores. Es un grupo no puntuable y sin derecho a premiación.

## Desarrollo

### Etapa antigua

#### 1950

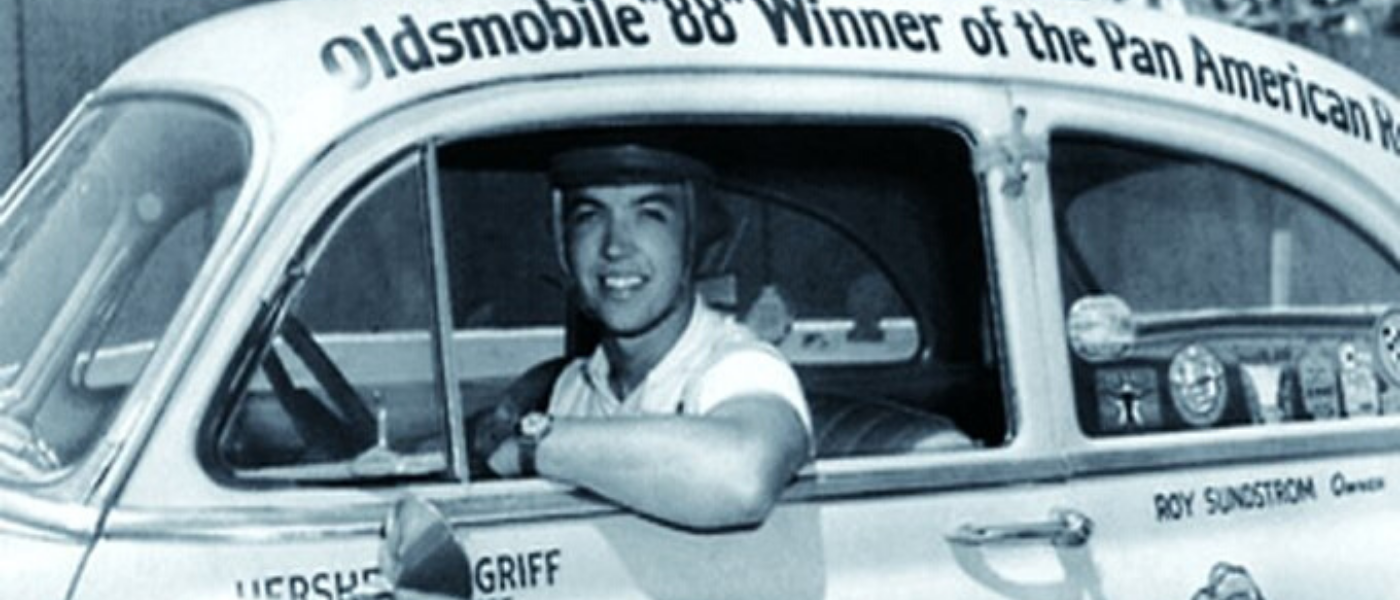
Herssel McGriff, campeón de La Carrera Panamericana en 1950

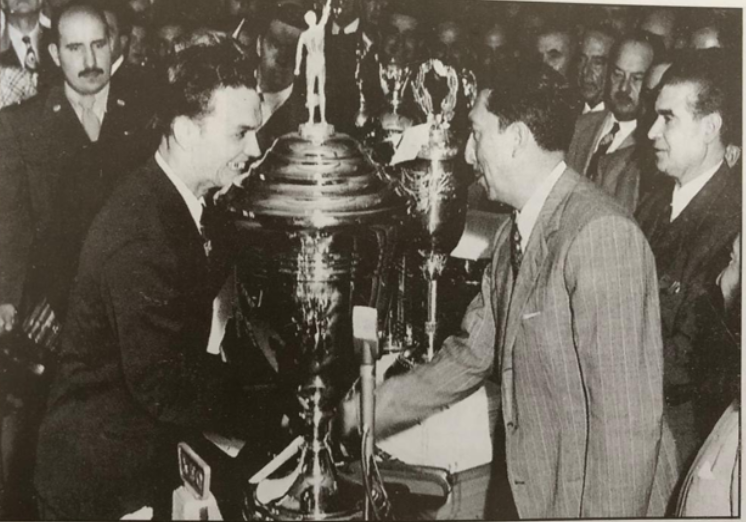
McGriff campeón de 1950 y saludando a Miguel Alemán Presidente de México

La Primera Edición de la Carrera Panamericana en 1950, que también era llamada como “Mexican Road Race” contó con 32 coches inscritos y la victoria fue para un Oldsmobile y el primer participante inscrito fue el mexicano José Antonio "el viejo" Solana. En esta ocasión la inscripción de las marcas europeas fue casi nula, debido esto a que el reglamento de la prueba que exigía una fabricación mínima de 500 unidades de los modelos inscritos y esto favorecía claramente a las grandes marcas norteamericanas, siendo por tanto honrosa la participación de un Alfa Romeo 2500 de seis cilindros en V pilotado por Taruffi, que terminó en la cuarta posición absoluta.
En la salida de Ciudad Juárez, el 5 de mayo de 1950, varios pilotos se mostraron inconformes, argumentando que si no descalificaba a los Alfa Romeo tripulados por Piero Taruffi y Felice Bonetto, no correrían, pues consideraban que contra esos autos no tendrían oportunidad. La protesta no prosperó, dando inicio la competencia con el arranque del auto 1 de los mexicanos Luis y Tomás Iglesias. La carrera constó de nueve etapas y seis jornadas; finalizando el 10 de mayo en Tuxtla Gutiérrez. Durante la prueba, resultó significativo el tiempo que realizó Fernando Razo Maciel entre México y Puebla, seguido de Estrada Menocal, que hicieron el 1-2 en la etapa.
Uno de los accidentes más aparatosos sucedió en la entrada a Durango, cuando el auto 29 de los Hermanos Solana se impactó contra un talud, como consecuencia de la rotura de la caja de velocidades. Minutos después, el Cadillac 27 se impactó sobre el coche chocado de los Solana.

#### 1951

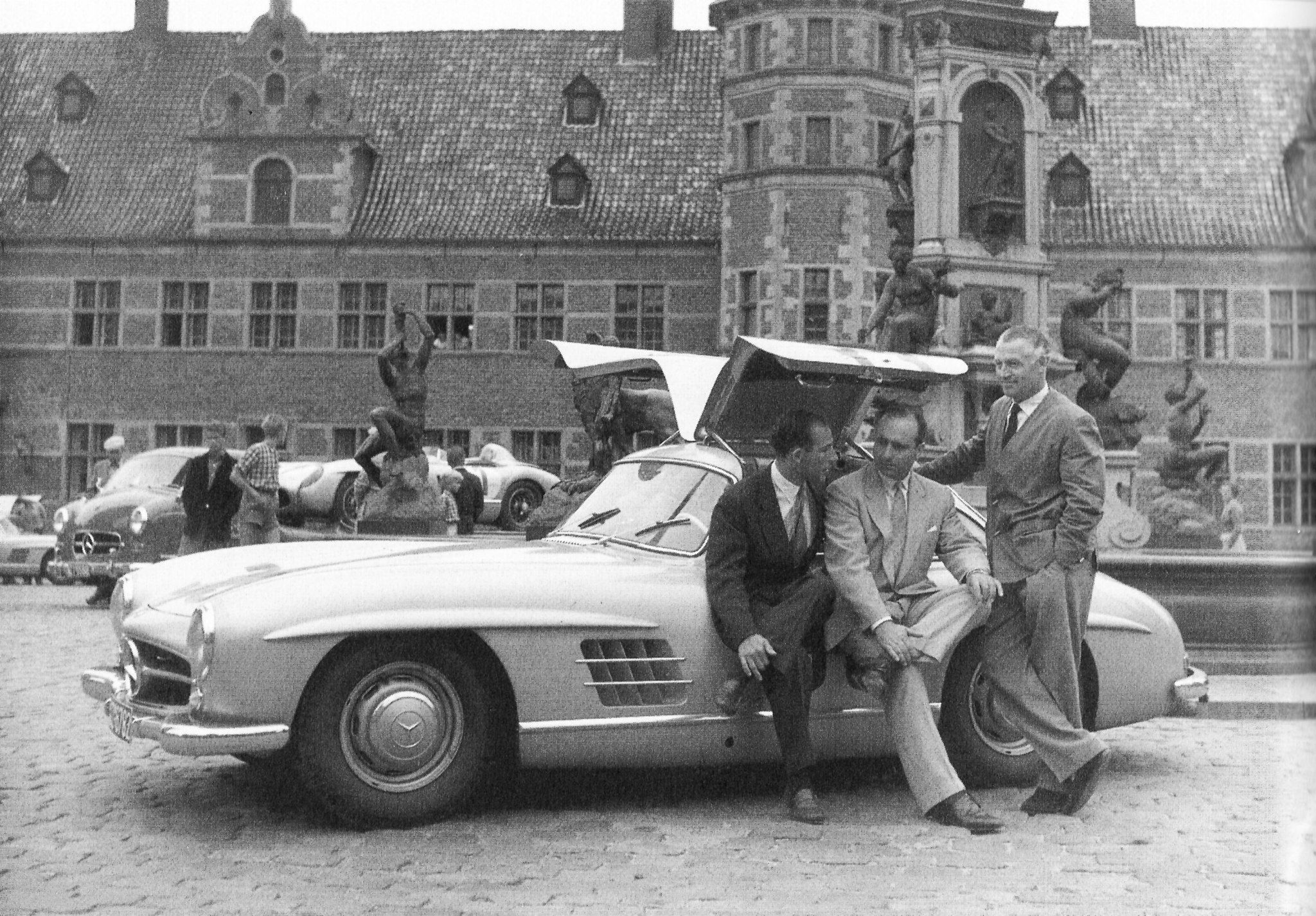
1951 Stirling Moss, Juan Manuel Fangio y Karl Kling.

En 1951, los organizadores de la prueba permitieron a los constructores realizar modificaciones en los chasis y motores de los coches de serie, a condición de que se mantuviera intacto el árbol de levas y así la Ferrari tiene su primera participación con dos cupés 212 Sport con motor V12 de 2.6 litros, destinados a las duplas Taruffi/Chinetti y Ascari/Villoresi, con los cuales arrasa en la prueba logrando las dos primeras plazas, clasificándose en tercer lugar el Chrysler de Sterling, equipado con un motor de ocho cilindros de 220CV. 
Esta victoria italiana obliga a los organizadores a clasificar en distintas categorías a los vehículos admitidos en la prueba, ya que se consideró que la Ferrari había solo alargado su modelo 212 de solo dos plazas para convertirlo en un cupé 2+2 y cumplir así con las especificaciones que regían la carrera.

#### 1952

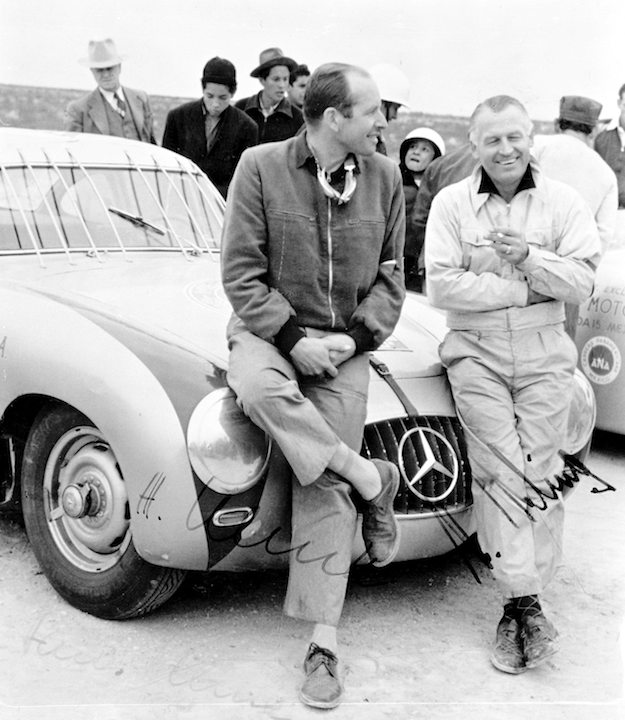
Hans Klenk y Karl King, ganadores de la Carrera Panamericana en 1952.

En 1952, en parte debido a la presión de los competidores estadounidenses, se crearon dos categorías distintas, la Sport, para automóviles deportivos de dos asientos, y la Turismo estándar, para automóviles turismo con al menos cuatro asientos. Este año las ocho etapas previstas, se realizaron en cinco días, siendo suprimido el día de descanso que se realizaba en carreras anteriores.

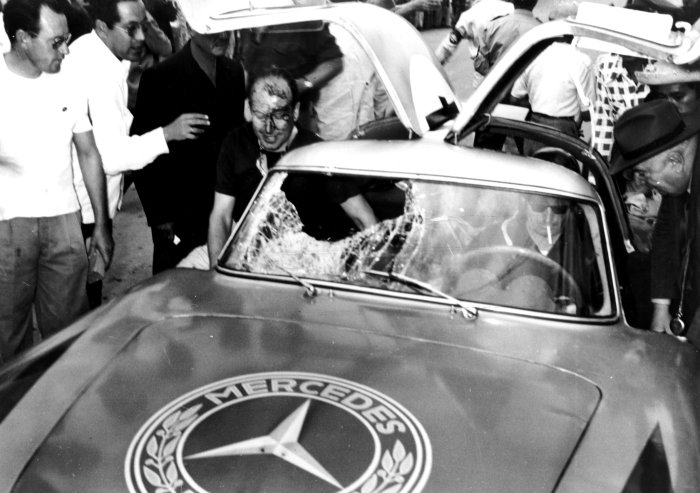
El Mercedes Benz 300SL de Karl Kling/Hans Klenk, segundo en la III Carrera Panamericana, en la llegada de etapa después del incidente con el zopilote.

Para este año, Ferrari diseñó un coche específico para la Panamericana, con el motor derivado del 340 América con nuevos árboles de levas y válvulas más grandes, logrando una potencia de 280CV, alargó el chasis, reforzó las suspensiones con un par de amortiguadores hidráulicos Houdaille del tipo palanca en el tren trasero, con el eje fijado a su vez a ballestas y dobles brazos en paralelos. 
Se adoptaron ruedas de 16 pulgadas para dejar espacio a tambores de freno de mayor diámetro y se diseña un cambio de cinco velocidades con una quinta sobre multiplicada, para obtener velocidades punta elevadas sin dañar el motor en las largas rectas mexicanas. Pero la novedad más vistosa era su espectacular carrocería, realizada por Vignale sobre diseño de Giovanni Michelotti, se denominaba Ferrari 340 México, del cual se fabrican 3 cupes para Ascari/Farina, Villoresi/Cornacchia y Chinetti/Lucas y un roadster para el americano Bill Spears.
A esa importantísima participación de los Ferraris oficiales, se sumaron un 250 MM y cinco 212, además de cuatro Lancia Aurelia GT, formándose así una importante representación italiana.
Pero en Tuxtla Gutiérrez los Ferrari se toparon con el escuadrón Mercedes Benz, con los nuevos prototipos 300SL (el famoso alas de gaviota), dos cupés y un roadster, destinados a las duplas Kling/Klenk, y Lang/Grupp los dos primeros y que llegaban con una estructura organizada de manera casi militar y con un gran despliegue de hombres y medios de apoyo.
En la primera etapa se retiraba el Ferrari de Ascari, pero Luigi Villoresi se adjudicó la segunda. En las dos etapas siguientes (de Puebla-Ciudad de México y Ciudad de México-León) la carrera pareció ser la repetición de la edición anterior, con el Ferrari de Villoresi como ganador de ambas, desplazando a Bracco de la primera posición.
Lamentablemente, en la etapa siguiente también Villoresi tuvo que abandonar con la caja de cambio destrozada, dejando a Bracco solo defendiéndose del ataque de Mercedes. En las últimas etapas los más veloces 300SL sacaron todo su potencial, siendo Kling el ganador y Lang el segundo, clasificándose tercero Chinetti con un Ferrari 340 México.

#### 1953

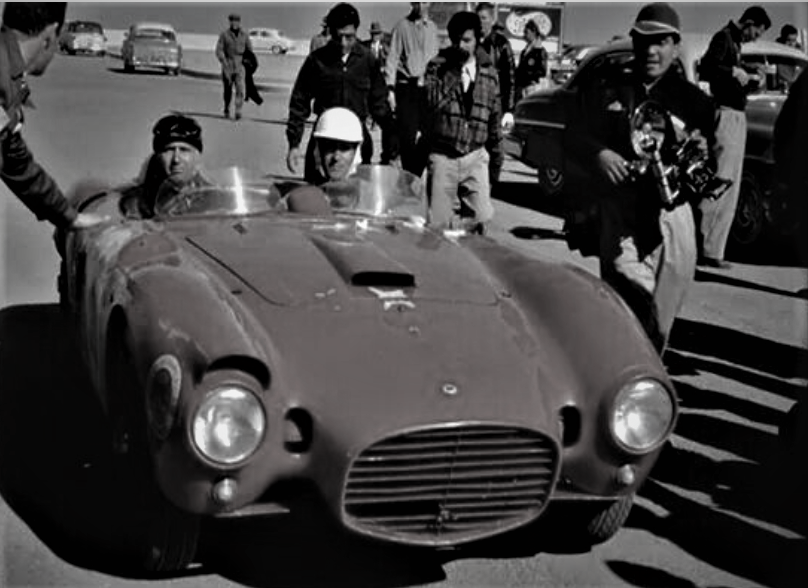
Fangio en el Lancia D24, ganador de la IV Carrera Panamericana.

La Carrera Panamericana de 1953 se caracterizó por los grandes accidentes. El Lancia de Felice Bonetto chocaba contra un muro en Silao, Guanajuato, luego de haber brincado excesivamente rápido un vado que no estaba debidamente señalizado, y falleció. Antonio Stagnoli y Giuseppe Scotuzzi sufren un pinchazo en su Ferrari en la zona de Oaxaca, que les provoca una espectacular salida que los obliga a abandonar. Pegaso participó en esa edición con un cupé construido específicamente para la carrera, de portón trasero y barras contra zopilotes en el parabrisas.
La carrera fue dominada en esta edición por Lancia con su D24,[cita requerida] un vehículo especialmente diseñado para la Panamericana, cuyo motor de 6 cilindros en V de 3096 cc, disponía de una potencia de 226CV con un peso total en su conjunto de 760 kg, con el cual consigue las tres primeras plazas de la prueba, ocupadas, respectivamente, por el argentino Juan Manuel Fangio, aun sin haber ganado ninguna etapa, y los Italianos Taruffi y Castellotti.

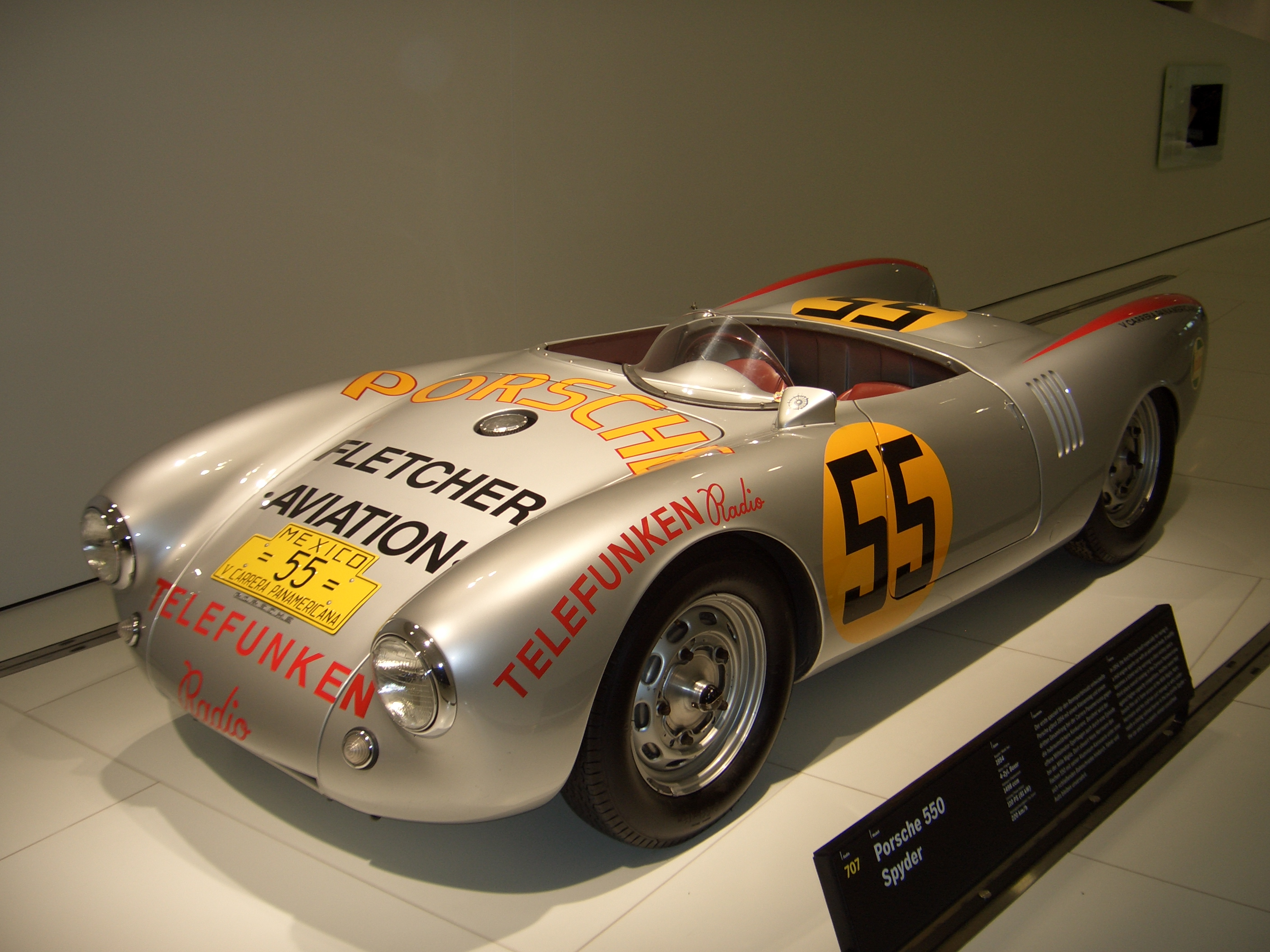
El Porsche 550 del alemán Hans Herrmann primero en la categoría Sport de menos de 1500 c.c. en 1954.

#### 1954

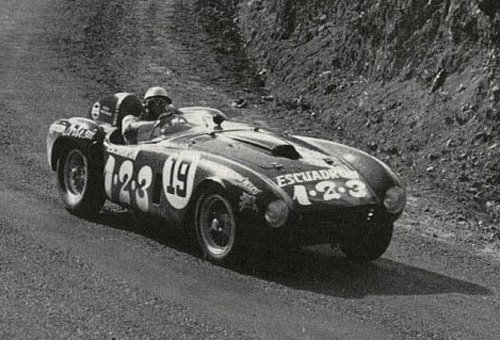
Umberto Magioli el campeón de 1954, con su Ferrari del Escuadrón 123.

Durante la quinta Carrera Panamericana, las categorías que contendieron fueron cinco: Sport Mayor, Sport Menor, Turismo Mayor, Turismo Especial y Turismo Europeo, por lo que se podía participar con autos que no fuesen del tipo estándar, ya que en ciertas categorías se permitían modificaciones al automóvil.
Se registraron 149 autos en esta quinta edición del evento: 20 en Sport Mayor, 13 en Sport Menor, 29 en Turismo Abierto, 68 en Turismo Especial y 19 en Turismo Europeo.
Venían 45 equipos de México, 42 de Argentina, 31 de los EUA, 7 de Italia, 6 de Alemania, 4 de Guatemala, 2 del Reino Unido, 2 de España, 2 de la República Dominicana, 1 de Francia, 1 de Colombia, 1 de Cuba y 1 de Chile.
Aquel año del ’54 figuraron con particularidad los automotores Ferrari con el piloto Maglioli, ganador absoluto con un tiempo total de 17 horas 40 segundos.  Ese año Ferrari volvería a ganar el título, Lancia la segunda posición y Jaguar la tercera.
Los dos Ferraris que Maglioli y McAfee iban a conducir eran los autos más poderosos que Enzo Ferrari había diseñado jamás. Estos vehículos podían generar 350 caballos de fuerza y alcanzar una velocidad máxima de 175 millas/h (281.6 km/h), pues además venían de un triunfo en el rally 24 Horas de Le Mans.
Volkswagen también mandó un equipo de sedanes (vochos) para participar, si bien no iban con el objetivo de ganar, demostraron su superioridad en el diseño, la durabilidad y confiabilidad.
Moisés Solana, el piloto más joven de la carrera con 18 años de edad, fue considerado el piloto revelación de la carrera, pues además de tratarse de su primera incursión en el automovilismo deportivo, y a pesar de una pérdida de treinta minutos por fallas mecánicas, logró ocupar el 6.º lugar en la categoría Turismo Especial, al volante de un Dodge.
Otro auto que captó la atención de los aficionados fue el deportivo diseñado y construido en España, el Pegaso Z103 Roadster conducido por Joaquín Palacio, con un distintivo pintado sobre su cofre, el nombre del auto: El Dominicano.
Coca Cola patrocinó al Equipo Mexicano conformado por cinco autos Buick Century, conducidos por cinco pilotos mexicanos: Luis Leal Solares, Fernando Razo Maciel, Ricardo Ramírez, Héctor Riva Palassio y Julio Mariscal.
Porsche, Alfa Romeo y Volkswagen fueron los verdaderos ganadores en el evento, ya que aprovecharon la visibilidad que les ofreció esta carrera. 
La reputación de los autos Borgward cayó significativamente debido a los malos resultados obtenidos. Lincoln apenas se salvó gracias a la victoria final de Ray Crawford.

#### Un impasse de tres décadas para la Carrera
Para agosto de 1955, a tan solo cuatro meses del inicio de la VI edición de La Carrera, el gobierno mexicano decidió cancelar el evento, tanto para participantes, como para el público en general. 
Este argumento cobró mayor validez, después del Desastre de Le Mans, cuando el piloto de Mercedes-Benz, Levegh, chocó con otro auto y ambos se estrellaron contra el muro de espectadores.
Habría que esperar poco más de tres décadas, para que La Carrera Panamericana renaciera.

## Ganadores

### Etapa antigua
| Año  | Piloto             | Copiloto         | Automóvil            | Tiempo     | Vel. media   | Notas  |
| ---- | ------------------ | ---------------- | -------------------- | ---------- | ------------ | ------ |
| 1950 | Hershel McGriff    | Ray Elliott      | Oldsmobile 88        | 27h 34´25" | ?            | [ 17 ] |
| 1951 | Piero Taruffi      | Luigi Chinetti   | Ferrari 212 Inter    | 21h 57´52" | 141.729 kp/h | [ 18 ] |
| 1952 | Karl Kling         | Hans Klenk       | Mercedes Benz 300 SL | 18h 51´19" | 165.000 kp/h | [ 19 ] |
| 1953 | Juan Manuel Fangio | Gino Bronzoni    | Lancia D24           | 18h 11´00" | 168.825 kp/h | [ 20 ] |
| 1954 | Umberto Maglioli   | Umberto Maglioli | Ferrari 375 Plus     | 17h 40´26" | 173.691 kp/h | [ 21 ] |

### Etapa moderna
| Año  | Piloto                | Copiloto            | Automóvil  | Tiempo          | Notas  |
| ---- | --------------------- | ------------------- | ---------- | --------------- | ------ |
| 1988 | Eduardo Morales       | Gael Rodríguez      | Ford       | -               |        |
| 1989 | Guillermo Rojas       | Alberto Rojas Jr    | Mercury    | -               |        |
| 1990 | Alain de Cadenet      | Gordon Currie       | Jaguar     | -               |        |
| 1991 | John Ward             | Shirley Ward        | Kurtis     | -               |        |
| 1992 | Peter Frank           | Mark Williams       | Mercury    | -               |        |
| 1993 | Carlos Anaya          | Eduardo Rodríguez   | Studebaker | -               |        |
| 1994 | Carlos Anaya          | Eduardo Rodríguez   | Studebaker | -               |        |
| 1995 | Kevin Ward            | Kimberly Elsnier    | Studebaker | -               |        |
| 1996 | Carlos Anaya          | Eduardo Rodríguez   | Studebaker | -               |        |
| 1997 | Pierre de Thoisy      | Phillipe Lemoine    | Studebaker | -               |        |
| 1998 | Pierre de Thoisy      | Phillipe Lemoine    | Studebaker | -               |        |
| 1999 | Pierre de Thoisy      | Jean Pierre Gontier | Studebaker | -               |        |
| 2000 | Pierre de Thoisy      | Jaques Tropenat     | Studebaker | -               |        |
| 2001 | Pierre de Thoisy      | Carlos Macaya       | Studebaker | -               |        |
| 2002 | Doug Mockett          | Alan Baillie        | Oldsmobile | -               |        |
| 2003 | Pierre de Thoisy      | Pierre Schockaert   | Studebaker | -               |        |
| 2004 | Juan Carlos Sarmiento | Raúl Villareal      | Studebaker | 03h.33m.32s.    |        |
| 2005 | Juan Carlos Sarmiento | Raúl Villareal      | Studebaker | 03h.57m.26s.    |        |
| 2006 | Gabriel Pérez         | Angélica Fuentes    | Ford       | 03h.01m.48s.    |        |
| 2007 | Pierre de Thoisy      | Frederic Stoesser   | Studebaker | 03h.48m.14s.    |        |
| 2008 | Bill Beilharz         | Jorge Ceballos      | Studebaker | 04h.15m.28s.    |        |
| 2009 | Stig Blomqvist        | Ana Goñi            | Studebaker | 04h.42m.28s.    |        |
| 2010 | Harri Rovanperä       | Jouni Närhi         | Studebaker | 04h.10m.25s.    |        |
| 2011 | Ricardo Triviño       | Marco Hernández     | Studebaker | 04h.27m.39.1s.  |        |
| 2012 | Gabriel Pérez         | Ignacio Rodríguez   | Studebaker | 04h.34m.18.0s.  | [ 22 ] |
| 2013 | Gabriel Pérez         | Ignacio Rodríguez   | Studebaker | 04h.14m.49.6s.  | [ 23 ] |
| 2014 | Érik Comas            | Isabelle Sadeleer   | Studebaker | 04h.49m.13.15s. | [ 24 ] |
| 2015 | Emilio Velázquez      | Javier Marín        | Studebaker | -               |        |
| 2016 | Hilaire Damiron       | Laura Damiron       | Studebaker | -               |        |
| 2017 | Ricardo Cordero       | Marco Hernández     | Studebaker | -               |        |
| 2018 | Emilio Velázquez      | Christian Coronel   | Studebaker | -               |        |
| 2019 | Ricardo Cordero       | Marco Hernández     | Studebaker | -               |        |
| 2020 | Ricardo Cordero       | Marco Hernández     | Studebaker | -               |        |
| 2021 | Ricardo Cordero       | Marco Hernández     | Studebaker |                 |        |